# Lista över bästsäljande Game Boy-spel
Detta är en lista över Game Boy- och Game Boy Color-spel som har sålt eller skeppat minst en miljon exemplar.

## Listan
| Titel                                                     | Sålda kopior |
| --------------------------------------------------------- | --- |
| Tetris                                                    | 35 miljoner |
| Pokémon Red och Blue                                      | 23,64 miljoner: 10,23 miljoner i Japan, 9,85 miljoner i USA, - Pokémon Red (4,83 miljoner i USA, 300 000 i Storbritannien) - Pokémon Blue (5,02 miljoner i USA, 300 000 i Storbritannien) |
| Pokémon Gold och Silver                                   | 23 miljoner; 7,6 miljoner i USA, över 7 miljoner i Japan, 600 000 i Storbritannien - Pokémon Gold (minst 7,45 miljoner: 3,75 miljoner i USA, 3,4 miljoner i Japan, 300 000 i Storbritannien) - Pokémon Silver (minst 7,66 miljoner: 3,85 miljoner i USA, 3,51 miljoner i Japan, 300 000 i Storbritannien) |
| Super Mario Land                                          | 18,06 miljoner |
| Super Mario Land 2: 6 Golden Coins                        | 11,09 miljoner |
| Pokémon Yellow                                            | 8,86 miljoner: 5,1 miljoner i USA, 3,16 miljoner i Japan, 600,000 i Storbritannien |
| The Legend of Zelda: Link's Awakening                     | 6,05 miljoner: 3,83 miljoner, 2,22 miljoner för DX-versionen |
| Kirby's Dream Land                                        | 5,13 miljoner |
| The Legend of Zelda: Oracle of Ages                       | 3,965 miljoner |
| The Legend of Zelda: Oracle of Seasons                    | 3,964 miljoner |
| Pokémon Crystal                                           | 3,85 miljoner: 2,1 miljoner i Japan, 1,65 miljoner i USA, 100 000 i Storbritannien |
| Pokémon Trading Card Game                                 | 3 miljoner: 1,51 miljoner i USA, 1,39 miljoner i Japan, 100 000 i Storbritannien |
| Super Mario Bros. Deluxe                                  | 2,8 miljoner i USA |
| Yu-Gi-Oh Duel Monsters 4: Battle of the Powerful Duelists | 2,5 miljoner i Japan |
| Dragon Warrior Monsters                                   | 2,41 miljoner; 2,35 miljoner i Japan, 60 000 i USA |
| Kirby's Dream Land 2                                      | 2,36 miljoner |
| Dr. Mario                                                 | 2,08 miljoner i Japan |
| Yu-Gi-Oh! Duel Monsters                                   | 1,6 miljoner i Japan |
| Dragon Warrior Monsters 2                                 | 1,593 miljoner i Japan |
| Wario Land: Super Mario Land 3                            | 1,59 miljoner i Japan |
| Tamagotchi                                                | 1,45 miljoner i Japan |
| Tamagotchi 2                                              | 1,45 miljoner i Japan |
| Yu-Gi-Oh! Duel Monsters II: Dark Duel Stories             | 1,45 miljoner i Japan |
| DuckTales                                                 | 1,43 miljoner |
| Yakuman                                                   | 1,28 miljoner i Japan |
| Pokémon Pinball                                           | 1,22 miljoner: 1,02 miljoner i Japan, 200 000 i Storbritannien |
| Kirby's Pinball                                           | 1,12 miljoner i Japan |
| The Final Fantasy Legend                                  | 1,1 miljoner i Japan; 1,37 miljoner skeppade |
| Mahjong                                                   | 1,1 miljoner i Japan |
| Donkey Kong Country                                       | 1,08 miljoner i Japan |
| Yu-Gi-Oh! Duel Monsters III: Tri-Holygod Advent           | 1 miljon |

Totalt antal sålda Game Boy och Game Boy Color-spel sålda fram till 31 december 2009: 501,11 miljoner.